# Enicospilus flavorbitalis
Enicospilus flavorbitalis là một loài tò vò trong họ Ichneumonidae.